# نیکی بایکانی
نیکی بایکانی (یونانی: Νίκη Μπακογιάννη؛ زادهٔ ۹ ژوئن ۱۹۶۸) ورزشکار دو و میدانی اهل یونان است.
وی در مسابقات کشوری و بین‌المللی در مجموع برندهٔ ۲ مدال نقره شده‌است.